# داميان رودريغيز
داميان رودريغيز هو لاعب كرة قدم برازيلي في مركز الدفاع، ولد في 27 يوليو 1974 في بورتو أليغري في البرازيل. شارك مع منتخب الأوروغواي لكرة القدم. أما مع النوادي، فقد لعب مع أمريكا دي كالي وديبورتيفو إسبانول وسنترال إسبانيول وسيينسيانو وشاختار دونيتسك وغودوي كروز وناسيونال مونتيفيديو.

## وصلات خارجية
- داميان رودريغيز على موقع اتحاد أوكرانيا (الإنجليزية)
- داميان رودريغيز على موقع قاعدة بيانات كرة القدم.إي يو (الإنجليزية)
- داميان رودريغيز على موقع ناشيونال فوتبول تيمز (الإنجليزية)